# Casa Anchieta
A Casa Anchieta é um edifício em San Cristóbal de La Laguna, Tenerife, Ilhas Canárias. Originalmente construído no século XVI, o edifício atual data do século XVII com modificações do século XIX. Foi a casa de infância de São José de Anchieta, de quem o prédio leva o nome. Em 2020 o edifício começou a ser reabilitado, com o objetivo de o transformar em museu e centro de interpretação deste santo canário.

## História
A casa leva o nome de José de Anchieta, que nasceu em San Cristóbal de La Laguna em 1534, e viveu no prédio quando estava em Tenerife, antes de ir para o Brasil como missionário jesuíta.

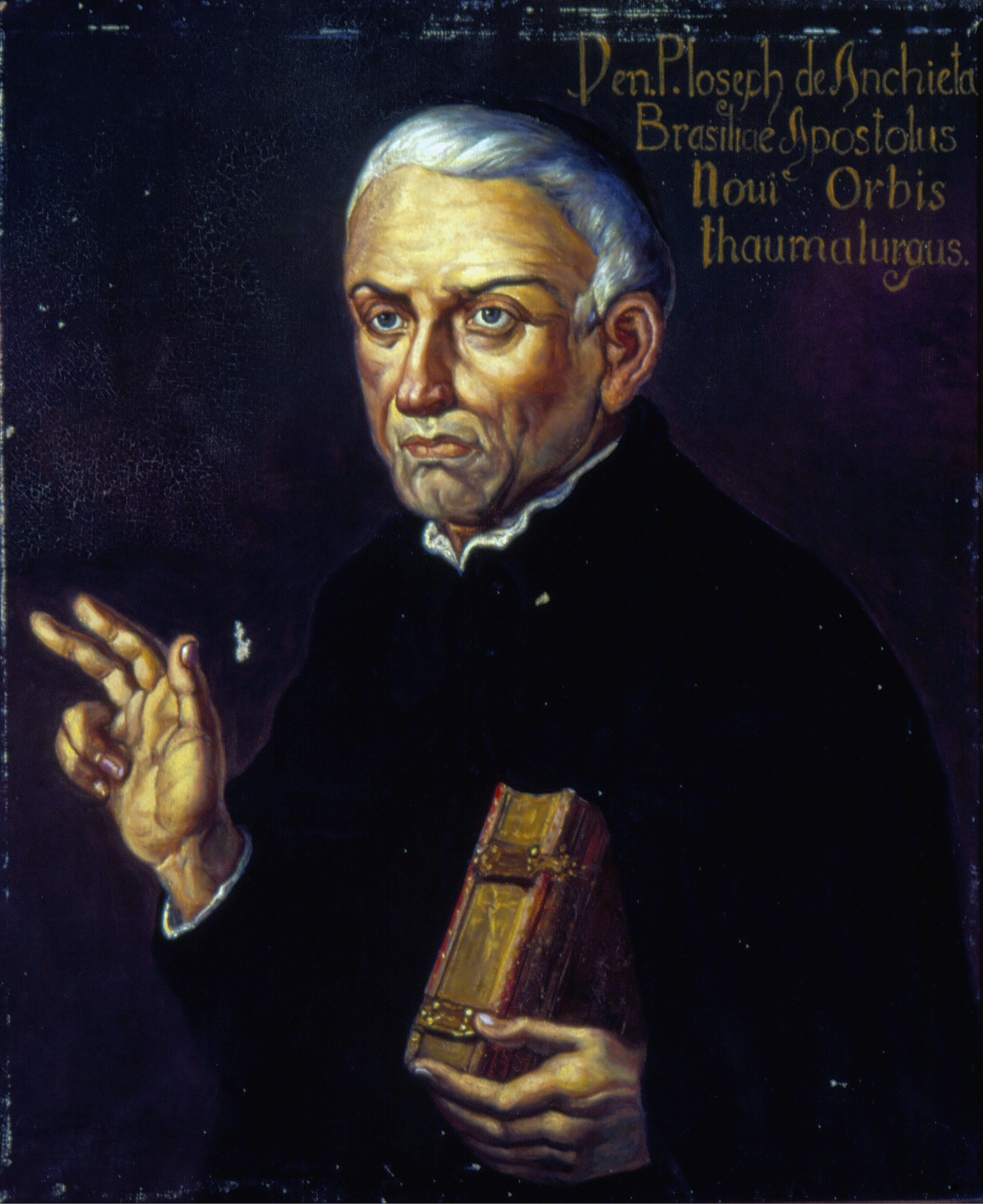
São José de Anchieta, missionário jesuíta, santo, lingüista, escritor, médico, arquiteto, engenheiro, humanista e poeta

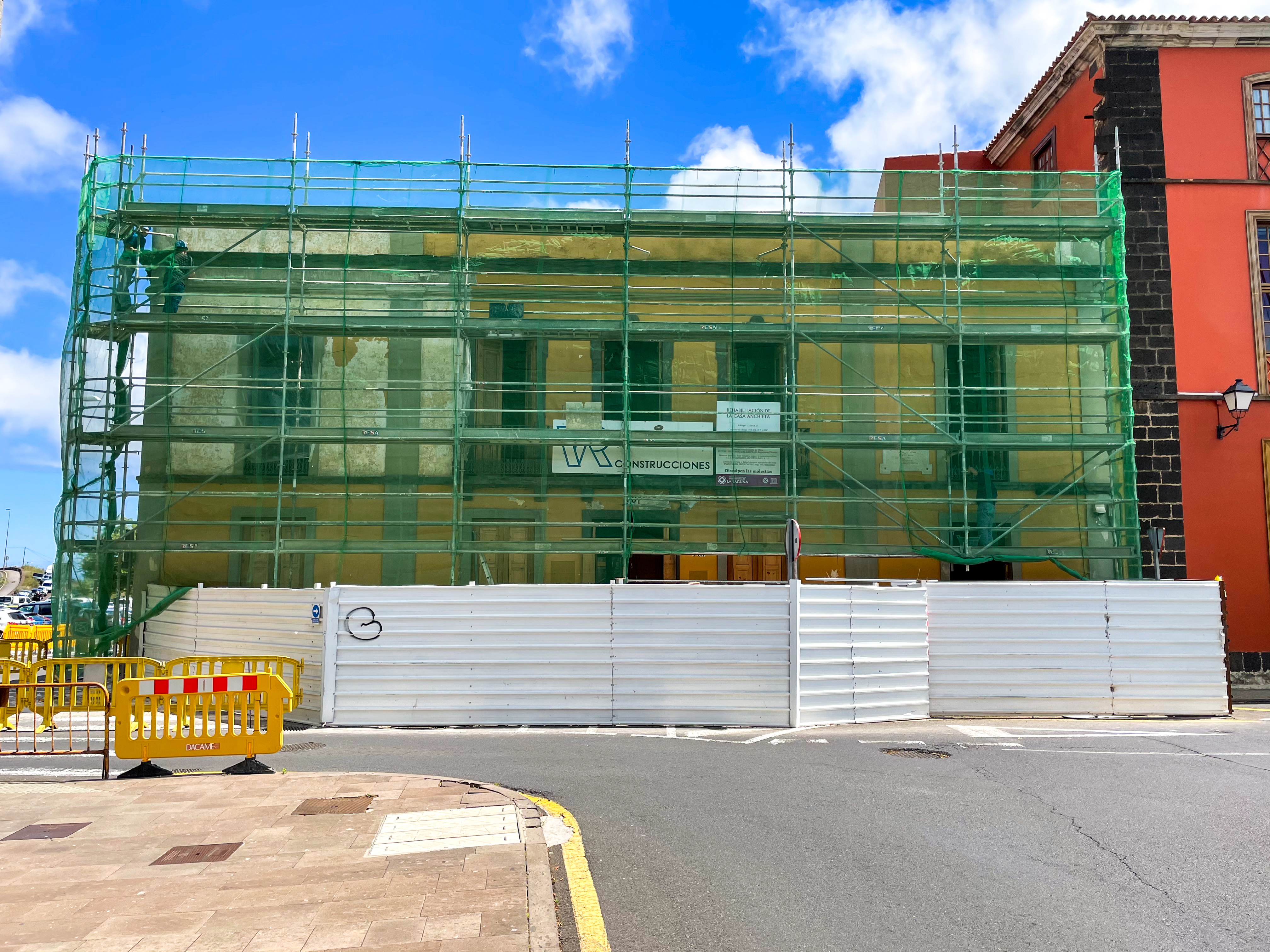
Restauro do edifício em 2021

O local foi inicialmente usado como uma escola primária no início do século XVI, que foi convertida em uma casa unifamiliar, originalmente propriedade de Nuño Pérez. Após sua morte, a propriedade passou para sua viúva Mencia Díaz de Clavijo e seu posterior marido Juan de Anchieta, capitão e tabelião, que eram pais de José de Anchieta. Embora José de Anchieta não tenha nascido na casa, ele morava em durante os primeiros 14 anos de sua vida.
O edifício atual foi construído sobre o original, no século XVII, por Diego Benítez de Anchieta. Foi significativamente renovado no século XIX, tendo a fachada principal remodelada em 1905. Foi também residência do poeta Manuel Verdugo Bartlett, o Colégio Mayor Femenino "Virgen de la Candelaria" estava instalado no edifício em 1962, e a Escuela de Actors, das Ilhas Canárias, estava localizado no prédio até 1987.
Foi registrado como Bem de Interesse Cultural em 14 de março de 1986 pelo Decreto 50/1986.
O edifício foi reabilitado em 2002-05 pela Câmara Municipal de La Laguna com o objetivo de criar um museu no edifício, tendo posteriormente sofrido uma pequena restauração em 2006 para abrigar temporariamente a sede do Bispado de Tenerife após um incêndio no Palácio de Salazar até à restauração desse edifício. Em 2007 encontrava-se abandonado e não utilizado, exceto que em 2015 foi utilizado para guardar brevemente parte do arquivo municipal até serem detectados problemas em janeiro de 2016.
Em 2020 foi anunciado que será realizada uma reforma para transformá-lo em museu e centro de interpretação com foco na figura de José de Anchieta. A obra de restauração durará 7 meses e custará € 710.000. Incluirá tornar o edifício acessível a pessoas com deficiência, com casas de banho em cada piso e instalação de elevador. A umidade que o prédio sofreu será eliminada e a distribuição interna será revisada para restaurar uma distribuição mais original. Os trabalhos começaram em 2021. Após vários atrasos, a obra ficou concluída em 2024.